# Lijst van kattenrassen
Dit is een lijst van erkende, nog bestaande kattenrassen. Het gaat hier om rassen voortkomend uit de gedomesticeerde kat die erkend zijn door minstens een van de erkende overkoepelende organisaties, zoals CFA, FIFe, GCCF en TICA.
Sommige rassen staan alleen de kleurvariëteiten toe, welke van origine in het landras voorkwamen. Bij Europese rassen gaat dat om de natuurlijk voorkomende Europese kleuren en patronen, dus allesbehalve chocolade, lila, kaneel en reebruin voor de kleuren, en gespikkeld cyper en colorpoint (particieel albinisme) voor de patronen.

## Lijst
| Ras                                                 | Herkomst                                                                         | Rassoort | Bouw                        | Vacht                      | Vachtkleur/patroon                                                                        | Voorbeeld |
| --------------------------------------------------- | -------------------------------------------------------------------------------- | --- | --------------------------- | -------------------------- | ----------------------------------------------------------------------------------------- | --------- |
| Abessijn                                            | Onbekend                                                                         | Natuurlijk | semi-exotisch               | kort                       | geticked cyper                                                                            |           |
| American Ringtail, Ringtail Sing-a-Ling             | Verenigde Staten                                                                 | Mutatie | gemiddeld                   | kort                       | alle Europese kleuren                                                                     |           |
| Amerikaanse kruloorkat, American curl               | Verenigde Staten                                                                 | Mutatie van kraakbeenaandoening                                                                                                | gemiddeld                   | kort of halflang           | alles                                                                                     |           |
| Amerikaanse stompstaartkat, Amerikaanse bobtail     | Verenigde Staten                                                                 | Mutatie van verkorte staart | fors                        | kort of halflang           | alles                                                                                     |           |
| Amerikaanse draadhaar                               | Verenigde Staten                                                                 | Mutatie van vacht | gemiddeld                   | kort/halflang              | alles                                                                                     |           |
| Amerikaans korthaar                                 | Verenigde Staten                                                                 | Natuurlijk | fors                        | kort                       | alles                                                                                     |           |
| Arabische mau                                       | Arabisch Schiereiland                                                            | Natuurlijk | gemiddeld/semi-exotisch     | kort                       | alles                                                                                     |           |
| Aziatisch, Asian                                    | Verenigd Koninkrijk                                                              | Kruising tussen Pers en Burmees                                                                                                | gemiddeld                   | kort                       | alles behalve effen wit en colorpoint                                                     |           |
| Australian Mist                                     | Australië                                                                        | Kruising tussen Abessijn, Burmees en rasloze, Australische, kortharige katten                                                  | gemiddeld                   | kort                       | gevlekt of klassiek cyper                                                                 |           |
| Balinees                                            | Ontwikkeld in de Verenigde Staten met katten uit Thailand                        | Mutatie van Siamees | Oosters                     | halflang/lang              | colorpoint                                                                                |           |
| Bambino (Sphynx)                                    | Verenigde Staten                                                                 | Kruising tussen Sphynx en Munchkin                                                                                             | dwerg                       | meestal naakt, anders kort | alles                                                                                     |           |
| Bengaal                                             | Ontwikkeld in de Verenigde Staten met katten uit Azië                            | Hybride van Abessijn en Egyptische mau met wilde Bengaalse tijgerkat (Prionailurus bengalensis)                                | groot                       | kort                       | gevlekte, gemarmerde of rozetten cyper                                                    |           |
| Blauwe Rus                                          | Rusland                                                                          | Natuurlijk | gemiddeld/Oosters           | kort                       | effen blauw met felgroene ogen, soms effen wit of zwart                                   |           |
| Boheemse rex                                        | Bohemen, Tsjechië                                                                | Kruising tussen German rex en Pers                                                                                             | semi-fors                   | Rex halflang/lang          | alles                                                                                     |           |
| Bombay                                              | Verenigde Staten, Verenigd Koninkrijk en Myanmar                                 | Amerikaanse-type: Kruising tussen zwarte Amerikaans korthaar en zwarte Burmees, Brits-type: Kruising Burmees en zwarte huiskat | fors                        | kort                       | effen zwart met goudkleurige ogen                                                         |           |
| Brits korthaar                                      | Verenigd Koninkrijk (Engeland)                                                   | Natuurlijk | fors                        | kort                       | alles                                                                                     |           |
| Brits langhaar                                      | Verenigd Koninkrijk (Engeland)                                                   | Natuurlijk | fors                        | halflang                   | alles                                                                                     |           |
| Burmees                                             | Burma                                                                            | Natuurlijk | semi-exotisch of semi-fors  | kort                       | colorpoint; effen of schildpad                                                            |           |
| Burmilla                                            | Verenigd Koninkrijk (Engeland)                                                   | Kruising tussen Burmees en Chinchilla Pers                                                                                     | semi-fors                   | kort                       | effen en shaded of tipped zilver of goud patroon                                          |           |
| California Spangled                                 | Californië, Verenigde Staten                                                     | Kruising veel verschillende rassen                                                                                             | gemiddeld                   | kort                       | gevlekt cyper                                                                             |           |
| Ceylon                                              | Sri Lanka                                                                        | Natuurlijk | gemiddeld                   | kort                       | cyper, effen of schildpad                                                                 |           |
| Chartreux                                           | Frankrijk                                                                        | Natuurlijk | gemiddeld/fors              | kort                       | effen blauw met goudkleurige ogen                                                         |           |
| Chausie                                             | Verenigde Staten                                                                 | Hybride van Abessijn met wilde moeraskat (Felis chaus)                                                                         | gemiddeld                   | kort                       | geticked cyper                                                                            |           |
| Cheetoh                                             | Verenigde Staten                                                                 | Kruising tussen Ocicat en Bengaal                                                                                              | groot                       | kort                       | geticked of gevlekt cyper                                                                 |           |
| Chinchilla                                          | Verenigd Koninkrijk (Engeland)                                                   | Onstaan uit Perzische kat | semi-fors                   | lang                       | zilver met groene ogen                                                                    |           |
| Colorpoint shorthair, Colourpoint korthaar          | Verenigd Koninkrijk (Engeland)                                                   | Kruising tussen Abessijn, Siamees en rasloze, kortharige huiskatten                                                            | exotisch                    | kort                       | colorpoint                                                                                |           |
| Cornish rex                                         | Cornwall, Verenigd Koninkrijk                                                    | Mutatie | Oosters/exotisch            | Rex kort                   | alles                                                                                     |           |
| Cymric (langharige Manx)                            | Isle of Man                                                                      | Mutatie van verkorte staart | semi-fors                   | halflang                   | alles, behalve colorpoint                                                                 |           |
| Devon Rex                                           | Devon, Verenigd Koninkrijk                                                       | Mutatie | semi-exotisch               | Rex kort                   | alles                                                                                     |           |
| Donskoy, Don sphynx                                 | Rusland                                                                          | Mutatie | semi-exotisch               | naakt                      | effen                                                                                     |           |
| Dragon Li, Chinese Li Hua-kat                       | China                                                                            | Natuurlijk | fors                        | kort                       | meestal cyper                                                                             |           |
| Egeïsche kat, Aegean                                | Griekenland en Noord-Turkije                                                     | Natuurlijk | gemiddeld                   | kort                       | tweekleurig of driekleurig bont                                                           |           |
| Egyptische mau                                      | Egypte                                                                           | Natuurlijk | semi-exotisch               | kort                       | gevlekt cyper                                                                             |           |
| Elf cat                                             | Verenigde Staten                                                                 | Kruising tussen Sphynx en Amerikaanse kruloorkat                                                                               | semi-exotisch               | naakt of kort              | alles                                                                                     |           |
| Europees korthaar                                   | Europa, met name Scandinavië                                                     | Natuurlijk | gemiddeld                   | kort                       | alle Europese kleuren en patronen                                                         |           |
| Exotic, Exotisch korthaar                           | Verenigde Staten                                                                 | Kruising tussen Amerikaans korthaar en Pers                                                                                    | fors                        | kort                       | alles                                                                                     |           |
| Foreign White, witte Siamees                        | Verenigd Koninkrijk                                                              | Kleurvariant van Oosters korthaar of Siamees                                                                                   | Oosters                     | kort                       | effen wit met blauwe ogen of odd-eyed                                                     |           |
| German rex                                          | Duitsland                                                                        | Mutatie | gemiddeld                   | Rex kort                   | alles                                                                                     |           |
| Havana Brown (chocolade Oosters korthaar)           | Verenigd Koninkrijk met katten uit Thailand                                      | Kruising tussen Siamees en rasloze, zwarte kortharige katten                                                                   | semi-exotisch of Oosters    | kort                       | effen chocoladebruin met groene ogen                                                      |           |
| Heilige Birmaan                                     | Ontwikkeld in Frankrijk met katten uit Myanmar                                   | Oorspronkelijke Heilige Birmaan gekruist met Siamees en Pers                                                                   | fors                        | halflang                   | mitted colorpoint met felblauwe ogen                                                      |           |
| Highland vouwoorkat (langharige Schotse vouwoorkat) | Schotland                                                                        | Mutatie van kraakbeenaandoening                                                                                                | fors                        | halflang                   | alles                                                                                     |           |
| Himalaya, Colorpoint Pers                           | Onbekend                                                                         | Kruising tussen Pers en Siamees                                                                                                | fors                        | lang                       | colorpoint                                                                                |           |
| Japanse stompstaartkat, Japanse bobtail             | Japan                                                                            | Mutatie van verkorte staart | gemiddeld                   | kort of halflang           | alles                                                                                     |           |
| Kanaani                                             | Midden-Oosten                                                                    | Natuurlijk | exotisch                    | kort                       | gevlekt cyper                                                                             |           |
| Khao Manee                                          | Thailand                                                                         | Natuurlijk | gemiddeld                   | kort                       | effen wit met blauwe, goudkleurige of beide kleuren ogen                                  |           |
| Kinkalow                                            | Verenigde Staten                                                                 | Kruising tussen Munchkin en Amerikaanse kruloorkat                                                                             | dwerg                       | kort                       | alles                                                                                     |           |
| Korat                                               | Thailand                                                                         | Natuurlijk | semi-exotisch tot semi-fors | kort                       | effen blauw met groene ogen                                                               |           |
| Koerilen stompstaartkat, Kurilian bobtail           | Koerilen                                                                         | Mutatie van verkorte staart | gemiddeld                   | kort of halflang           | alles                                                                                     |           |
| LaPerm                                              | Oregon, Verenigde Staten                                                         | Mutatie | semi-exotisch               | Rex kort of halflang       | alles                                                                                     |           |
| Lykoi                                               | Verenigde Staten                                                                 | Mutatie van verminderde haargroei                                                                                              | gemiddeld                   | gedeeltelijk naakt         | zwart roan                                                                                |           |
| Maine Coon                                          | Verenigde Staten                                                                 | Natuurlijk | fors                        | halflang/lang              | alles behalve chocolade en colorpoint                                                     |           |
| Mandalay                                            | Nieuw-Zeeland                                                                    | Kruising tussen Burmees en rasloze huiskat                                                                                     | gemiddeld                   | kort                       | alle effen kleuren                                                                        |           |
| Manx                                                | Isle of Man                                                                      | Mutatie van verkorte staart | semi-fors                   | kort                       | alles, behalve colorpoint                                                                 |           |
| Mekong stompstaartkat, Mekong bobtail               | Ontwikkeld in Rusland met katten uit Zuid-oost Azië                              | Mutatie van verkorte staart | gemiddeld                   | kort                       | colorpoint                                                                                |           |
| Minskin                                             | Verenigde Staten                                                                 | Kruising tussen Munchkin, Burmees, Devon Rex en Sphynx                                                                         | dwerg                       | naakt                      | alles                                                                                     |           |
| Minuet, Napoleon                                    | Verenigde Staten                                                                 | Kruising tussen Pers en Munchkin                                                                                               | dwerg                       | kort of lang               | alles                                                                                     |           |
| Munchkin                                            | Verenigde Staten                                                                 | Mutatie van dwerggroei | dwerg                       | kort of lang               | alles                                                                                     |           |
| Nebelung                                            | Verenigde Staten, Rusland                                                        | Natuurlijk, later gekruist met de Blauwe Rus                                                                                   | exotisch                    | halflang                   | effen blauw met felgroene ogen                                                            |           |
| Neva Masquerade (colorpoint Siberische kat)         | St. Petersburg, Rusland                                                          | Kruising tussen Siberische kat en (rasloze) katten met het Siamese colorpoint-gen                                              | fors                        | lang                       | colorpoint                                                                                |           |
| Noorse boskat                                       | Noorwegen                                                                        | Natuurlijk | fors                        | lang                       | alle Europese kleuren en patronen                                                         |           |
| Ocicat                                              | Verenigde Staten                                                                 | Kruising tussen Abessijn, Amerikaans korthaar en Siamees                                                                       | semi-exotisch               | kort                       | gevlekt cyper                                                                             |           |
| Oosters korthaar                                    | Ontwikkeld in de Verenigde Staten en Verenigd Koninkrijk met katten uit Thailand | Kruising tussen Europees korthaar en Siamees                                                                                   | Oosters                     | kort                       | alles behalve effen wit (Foreign white), chocolade (Havana Brown) en colorpoint (siamees) |           |
| Oosters langhaar, Javanees, Mandarin                | Ontwikkeld in de Verenigde Staten en Verenigd Koninkrijk met katten uit Thailand | Kruising tussen Oosters korthaar en rasloze, langharige katten                                                                 | Oosters                     | halflang                   | alles, behalve colorpoint (balinees)                                                      |           |
| Pers, Perzische kat (modern)                        | Ontwikkeld in de Verenigde Staten en Europa met katten uit Perzië                | Mutatie van traditionele Pers                                                                                                  | fors                        | lang                       | alles behalve colorpoint                                                                  |           |
| Pers, Perzische kat (traditioneel)                  | Perzië                                                                           | Natuurlijk, enkele kruising met Turkse angora                                                                                  | fors                        | lang                       | alles behalve colorpoint                                                                  |           |
| Peterbald                                           | Sint Petersburg, Rusland                                                         | Kruising tussen Don sphynx, Oosters korthaar en Siamees                                                                        | Oosters                     | naakt of kort              | alles                                                                                     |           |
| Pixie-bob                                           | Verenigde Staten                                                                 | Mutatie van verkorte staart | semi-fors                   | kort                       | gevlekt cyper                                                                             |           |
| Raas                                                | Raas eiland, Indonesië                                                           | Natuurlijk | gemiddeld                   | kort                       | effen blauw, effen kaneel of kaneel colorpoint                                            |           |
| Ragamuffin                                          | Verenigde Staten                                                                 | Kruising tussen Ragdoll en rasloze, langharige katten                                                                          | fors                        | halflang                   | alles                                                                                     |           |
| Ragdoll                                             | Verenigde Staten                                                                 | Gedragsmutatie | fors                        | halflang/lang              | colorpoint; mitted of tweekleurig                                                         |           |
| Sam Sawet                                           | Thailand                                                                         | Natuurlijk | gemiddeld                   | kort                       | alle effen kleuren                                                                        |           |
| Savannah                                            | Verenigde Staten                                                                 | Hybride van huiskat met wilde serval (Leptailurus serval)                                                                      | groot                       | kort                       | meestal gevlekt cyper                                                                     |           |
| Schotse vouwoorkat, Scottish fold                   | Schotland                                                                        | Mutatie van kraakbeenaandoening                                                                                                | fors                        | kort                       | alles                                                                                     |           |
| Selkirk Rex                                         | Verenigde Staten                                                                 | Mutatie en kruising tussen Amerikaans korthaar, Pers, Himalaya, Exotic en Brits korthaar                                       | fors                        | Rex kort of halflang       | alles                                                                                     |           |
| Serengeti                                           | Verenigde Staten                                                                 | Kruising tussen Bengaal en Oosters korthaar                                                                                    | Oosters                     | kort                       | gevlekt cyper                                                                             |           |
| Seychellois                                         | Ontwikkeld in het Verenigd Koninkrijk met katten van de Seychellen               | Mutatie van Siamees | Oosters                     | kort                       | colorpoint mitted                                                                         |           |
| Siamees (modern)                                    | Ontwikkeld in de Verenigde Staten en Europa met katten uit Thailand              | Mutatie van Thai | Oosters                     | kort                       | colorpoint met felblauwe ogen                                                             |           |
| Siberische kat, Siberische boskat                   | Rusland                                                                          | Natuurlijk | fors                        | halflang/lang              | alle Europese kleuren en patronen                                                         |           |
| Singapura                                           | Ontwikkeld in de Verenigde Staten met katten uit Singapore                       | Kruising | klein                       | kort                       | geticked cyper                                                                            |           |
| Snowshoe                                            | Verenigde Staten                                                                 | Kruising tussen Amerikaans korthaar en Siamees                                                                                 | gemiddeld                   | kort                       | colorpoint mitted                                                                         |           |
| Sokoke                                              | Kenia                                                                            | Natuurlijk | gemiddeld                   | kort                       | gemarmerd of gevlekt cyper                                                                |           |
| Somali                                              | Verenigd Koninkrijk                                                              | Mutatie (langhaar) van Abessijn                                                                                                | fors                        | halflang                   | gespikkeld cyper                                                                          |           |
| Sphynx, Sfinx                                       | Canada                                                                           | Mutatie van haarloosheid | Oosters                     | naakt                      | alles                                                                                     |           |
| Suphalak                                            | Thailand                                                                         | Natuurlijk | gemiddeld                   | kort                       | effen chocolade met goudkleurige ogen                                                     |           |
| Thai, Wichien Maat (Traditionele Siamees)           | Ontwikkeld in Europa; met katten uit Thailand                                    | Natuurlijk | gemiddeld                   | kort                       | colorpoint                                                                                |           |
| Tibetaan                                            | Nederland                                                                        | Kruising tussen Balinees en Tonkanees                                                                                          | Oosters                     | halflang                   | colorpoint                                                                                |           |
| Tiffanie (halflangharige Aziatische kat)            | Verenigd Koninkrijk                                                              | Kruising tussen Pers en Burmees                                                                                                | gemiddeld                   | halflang                   | alles behalve effen wit en colorpoint                                                     |           |
| Tonkanees, Tonkinees                                | Verenigde Staten en Canada                                                       | Kruising tussen Burmees en Siamees                                                                                             | Oosters                     | kort                       | colorpoint                                                                                |           |
| Toybob                                              | Rusland                                                                          | Mutatie | dwerg                       | kort                       | colorpoint                                                                                |           |
| Toyger                                              | Verenigde Staten                                                                 | Kruising tussen Bengaal en rasloze, kortharige katten                                                                          | gemiddeld                   | kort                       | makreel cyper                                                                             |           |
| Turkse angora                                       | Turkije                                                                          | Natuurlijk | gemiddeld                   | halflang                   | alle effen kleuren                                                                        |           |
| Turkse Van                                          | Ontwikkeld in het Verenigd Koninkrijk met katten uit Van, Turkije (de Vankedisi) | Natuurlijk | semi-fors                   | halflang                   | Van-patroon                                                                               |           |
| Ural rex                                            | Rusland                                                                          | Mutatie | gemiddeld                   | Rex kort of lang           | alle Europese kleuren en patronen                                                         |           |
| Vankedisi                                           | rond het Vanmeer in Turkije                                                      | Natuurlijk | semi-fors                   | halflang                   | effen wit met blauwe, gouden of beide kleuren ogen                                        |           |
| York Chocolate                                      | New York, Verenigde Staten                                                       | Natuurlijk | gemiddeld                   | halflang                   | effen of tweekleurig chocolade en lila                                                    |           |